# 熱帶性低氣壓WP232017
熱帶低氣壓WP232017（英語：Tropical Depression Twenty-three）是一個微弱的熱帶系統，也是該年第31個熱帶氣旋，但在越南的北部和中部降下暴雨引發洪災。此系統發展於菲律賓東方海面，之後向西北移動並不斷擴大，儘管有氣象部門認為此系統會增強至輕度颱風，但最終未能達到該強度；截至17日，此系統共造成83人罹難，損失至少3358億越南盾。

## 氣象歷史
聯合颱風警報中心在10月6日開始觀察菲律宾馬尼拉以東1000公里的熱帶系統，當時該系統具有廣大的低層環流，而對流主要在中心的東北側，所處海域的垂直風切略弱，加上海溫介於30到32度攝氏，利於此系統發展，隨者此系統向西移動，西南側的環流結構逐漸改善，日本氣象廳在10月7日上午8時將此系統升格為熱帶低氣壓，翌日下午6時聯合颱風警報中心發出熱帶氣旋形成警報，並在翌日凌晨5時將此系統升格為熱帶性低氣壓，給予編號WP232017，翌日上午9時15分日本氣象廳對此系統發出烈風警報，此系統在10日上午5時50分登陸於越南河靜省，登陸後因與地形的摩擦力影響而開始減弱，日本氣象廳在當日上午9時取消烈風警告，不久後聯合颱風警報中心發出最後一報的報告，最後在當晚消散。

## 影響

### 越南
儘管此系統僅是熱帶低氣壓，卻在越南的北部造成嚴重的災情，大雨導致了數個水壩和水庫洩洪，越南工業和貿易部成立了工作小組，以確保31個水利發電設施的安全，大雨導致洪水氾濫，有五名人員在安沛省站奏縣被洪水沖走，另外有五名人員受傷，救難人員在危險區域救出28人，洪水淹進740棟房屋，其中30棟被完全摧毀， 當地動員了2200名人力協助救援，用各種手段，尋找失蹤的受難者，紅河水位滿出30到50釐米的高度。
12日和平省的山體滑動造成四戶被掩埋，受到淹水的戶數上升到16,700戶，3,930公頃農作物和兩座堤防受損，枚州縣下了390毫米，金杯縣降下了450毫米，在良山縣有13公頃的水稻被淹，93公頃其他農作物和7公頃的果樹受損，6公里的道路和4公里的運河也因此受損，因此越南紅十字會捐助了2.5億越南盾協助災後重建，安沛省的損失為5000億越南盾，而山羅省的損失為590億越南盾，富壽省也有228億越南盾的損失，和平省良山縣有250億越南盾的損失，樂山縣有160億越南盾的損失，總計和平省共損失了460億美元，截至10月18日，至少有83人罹難， 另外有30人受傷，21人仍然失蹤。

## 外部連結
- （英文）熱帶低氣壓WP232017[] 美國海軍研究實驗室